# Športski centar Bazeni Poljud
Športski centar bazeni Poljud, športski centar u Splitu. Nalaze se na Poljudu, tik sjeverno od Gradskog stadiona u Poljudu. Zapadno je franjevački samostan i crkva sv. Ante i Umjetnička gimnazija Ars animae. Sjeverno su vojarna Lora i Hrvatski hidrografski institut. Sjeveroistočno, preko ceste je Upravni sud, a jugoistočno, također preko ceste su Industrijska škola, Pomorska škola i Pomorski fakultet i nešto dalje crkva sv. Trojice.
Podignuti su rujna 1979. godine za potrebe Mediteranskih igara održanih 1979. godine. Prostiru se na oko 32.254,00 m². Arhitektonski su izvedeni da sliče na val. Uz bazene tu su razne dvorane. Športski sadržaj u bazenima je raznolik i od ukupne površine zauzima 24.645,00 m².
Športski sadržaji u ŠC su tri unutarnja bazena, od kojih je olimpijski bazen unutar kompleksa i ima tribine s 2000 mjesta za sjedenje. Bazen za vaterpolo je na istočnoj strani unutarnjeg kompleksa i ima gledalište od kapaciteta 650 sjedećih mjesta. Između olimpijskog i vaterpolskog bazena je nalazi bazen za neplivače. Izvana je vanjski bazen sa skakaonicom za skokove u vodu. Gledalište mu je kapaciteta od 330 sjedećih mjesta, a danas se može koristiti i zimi jer je natkriven balonom.
Na dolnjem zapadnom nivou kompleksa su tri dvorane s malim gledalištima. To su dvorana za judo i hrvanje sa 150 sjedećih mjesta, polivalentna dvorana s 330 sjedećih mjesta i dvorana za gimnastiku sa 192 sjedeća mjesta u gledalištu.
Neposredno uz te dvorane su dvije dvorane za ples i boks koje su smještene u južnom dijelu donjeg nivoa bazena. Kuglana je na južnom dijelu športskog centra i do nje se dolazi s vanjske prometnice koja je nalazi između stadiona i ŠC-a. Kuglana je rekonstruirana, što je bilo najveće ulaganje Grada Splita u športske objekte 2012. godine. Ima šest staza. Preuređenjem je deset muških i jedan ženski kuglački klub dobilo prostor za treniranje i organiziranje službenih natjecanja. Iznad unutarnjih bazena su dvorana za mačevanje i prostor za badminton. U športskom centru bazeni je i streljana. Ispred ŠC-a je veliko parkiralište.
Športskim centrom upravlja Javna ustanova Športski objekti Split.